# Simone Bruson
Simone Bruson (* 15. April 1983 in Biella) ist ein ehemaliger italienischer Radrennfahrer.
Simone Bruson gewann 2005 das Eintagesrennen Giro della Valsesia 1. Beim Giro delle Valli Cuneesi nelle Alpi del Mare belegte er den zweiten Platz in der Gesamtwertung. Ende des Jahres fuhr er für die Mannschaft Colombia-Selle Italia als Stagiaire. Im nächsten Jahr wurde er Profi bei C.B. Immobiliare-Universal Caffe. 2007 wechselte er zu OTC Doors-Lauretana. 2008 fuhr er für das zypriotische Continental Team A-Style Somn und 2009 für das Team Piemonte.

## Erfolge
2005
- Giro della Valsesia 1

## Teams
- 2005 Colombia-Selle Italia (Stagiaire)
- 2006 C.B. Immobiliare-Universal Caffe
- 2007 OTC Doors-Lauretana
- 2008 A-Style Somn
- 2009 Team Piemonte